# Bertrand van Castelnau
Bertrand van Castelnau (Châteauneuf-de-Randon, 14e eeuw – Viviers, 1373) was een prelaat in het koninkrijk Napels alsook in het koninkrijk Frankrijk.

## Naam
Deze prelaat is ook bekend onder zijn Franse naam Bertrand de Châteauneuf of zijn Italiaanse naam Bertrando di Castronovo.

## Levensloop
Bertrand was een telg van de heren van Châteauneuf, een heerlijkheid in de Franse streek Gévaudan in de Languedoc. Châteauneuf viel onder dat deel van Gévaudan dat de graaf-bisschop van Mende bestuurde. In 1348 verhuisde hij naar Tarente, in het koninkrijk Napels. Napels werd bestuurd door het Frans adellijk Huis van Anjou-Sicilië. Bertrand werd aartsbisschop van Tarente. Een jaar later, in 1349, werd hij aartsbisschop van Salerno eveneens in het Franse koninkrijk Napels.
De kerkelijke carrière van deze prelaat verliep vanaf 1364 in het koninkrijk Frankrijk. Bertrand was aartsbisschop van Embrun van 1364 tot 1365 gelegen in de Dauphiné. Ten slotte werd hij een jaar later, in 1365, bisschop van Viviers in zijn geboortestreek de Languedoc. Bertrand mocht de persoonlijke titel dragen van aartsbisschop van Viviers. Hij stierf er in 1374.